# Bandi Chhor Divas

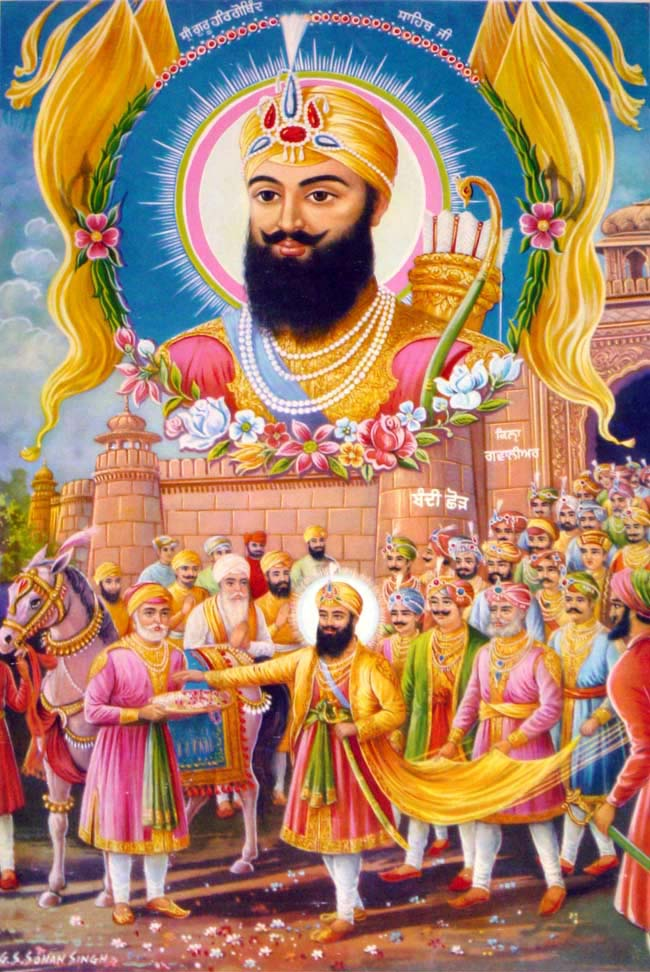
Gurú Hargobind Ji es liberado del Fuerte Gwalior Fort por orden del Emperador Jahangir

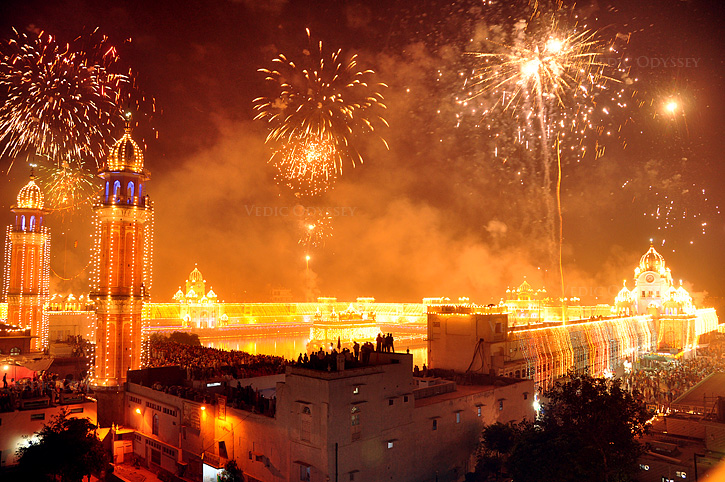
Festival de fuegos artificiales en el templo de Harmandir Sahib durante el Bandi Chhor Divas

Bandi Chhor Divas ("Día de la Liberación")  es una celebración Sij que conmemora el día del sexto Gurú de los Sijs, Gurú Hargobind, quien estuvo encarcelado en el Fuerte Gwalior por órdenes del Emperador Mogul Jahangir, siendo liberado posteriormente junto a 52 reyes Hindúes, simbolizando el valor Sij de mantenerse en pie contra toda persecución, a pesar de la fe. El Emperador Jahangir lo había retenido en el Fuerte Gwalior durante varios meses. Un Gurdwara Sij, Gurdwara Dato Bandi Chhor Sahib, está localizado en el sitio del reclusión del Gurú en el Fuerte. La celebración se da en otoño y a menudo coincide con el día de Diwali, el festival de las luces celebrado en todo el Punjab. Históricamente, de los tiempos del tercer Gurú Sij Amar Das, Sijs e Hindúes han utilizado la ocasión de Diwali, Vaisakhi y otros festivales para congregarse en el asiento de los Gurúes. A finales del siglo XX, dirigentes religiosos Sijs y el comité Shiromani Gurdwara Parbandhak adoptaron formalmente este día en el calendario Nanakshahi en 2003, bajo la presidencia del profesor Kirpal Singh Badungar, el entonces presidente del Comité Shiromani Gurdwara Parbandhak. Pero también hay muchas otras historias.
El festival Hindú de Diwali es celebrado en toda la India (y globalmente) por personas que profesan el Hinduismo, el Jainismo y la fe Sij. Su importancia está basada en acontecimientos antiguos y las escrituras Hindúes, mientras que Bandi Chhor Divas celebra un acontecimiento histórico Sij relacionado al sexto Gurú, Gurú Hargobind, quien según la historia logró, en este día, asegurar la liberación de 52  reyes encarcelados por el Emperador Mogul Jahangir.
El Bandi Chhor Divas se celebra encendiendo luces en las casas y los Gurdwaras, realizando procesiones (nagar kirtan) y langar (cocina comunitaria). Es una de las más importantes celebraciones Sij junto a Vaisakhi, Hola Mohalla y Gurpurab.

## Descripción
Bandi Chhor Divas se celebró cuándo Gurú Hargobind Sahib Ji fue liberado de la prisión del Fuerte Gwalior junto a 52 reyes y príncipes Hindúes quienes sujetan su túnica o capa con 52 cuerdas. El Gurú dejó a todos los 52 gobernantes inocentes a salvo sin necesidad de guerra o batalla alguna. Además de Nagar Keertan (una procesión de calle) y un Akhand Paath (una lectura del Gurú Granth Sahib), Bandi Chhor (Shodh) Divas se celebra con una exhibición de fuegos artificiales. El Sri Harmandir Sahib, en Amritsar, es adornado con miles de luces brillantes. El Gurdwara organiza continuos kirtan con cantos y músicos especiales. Los Sijs consideran esta ocasión como un tiempo importante para visitar Gurdwaras y pasar tiempo con sus familias.

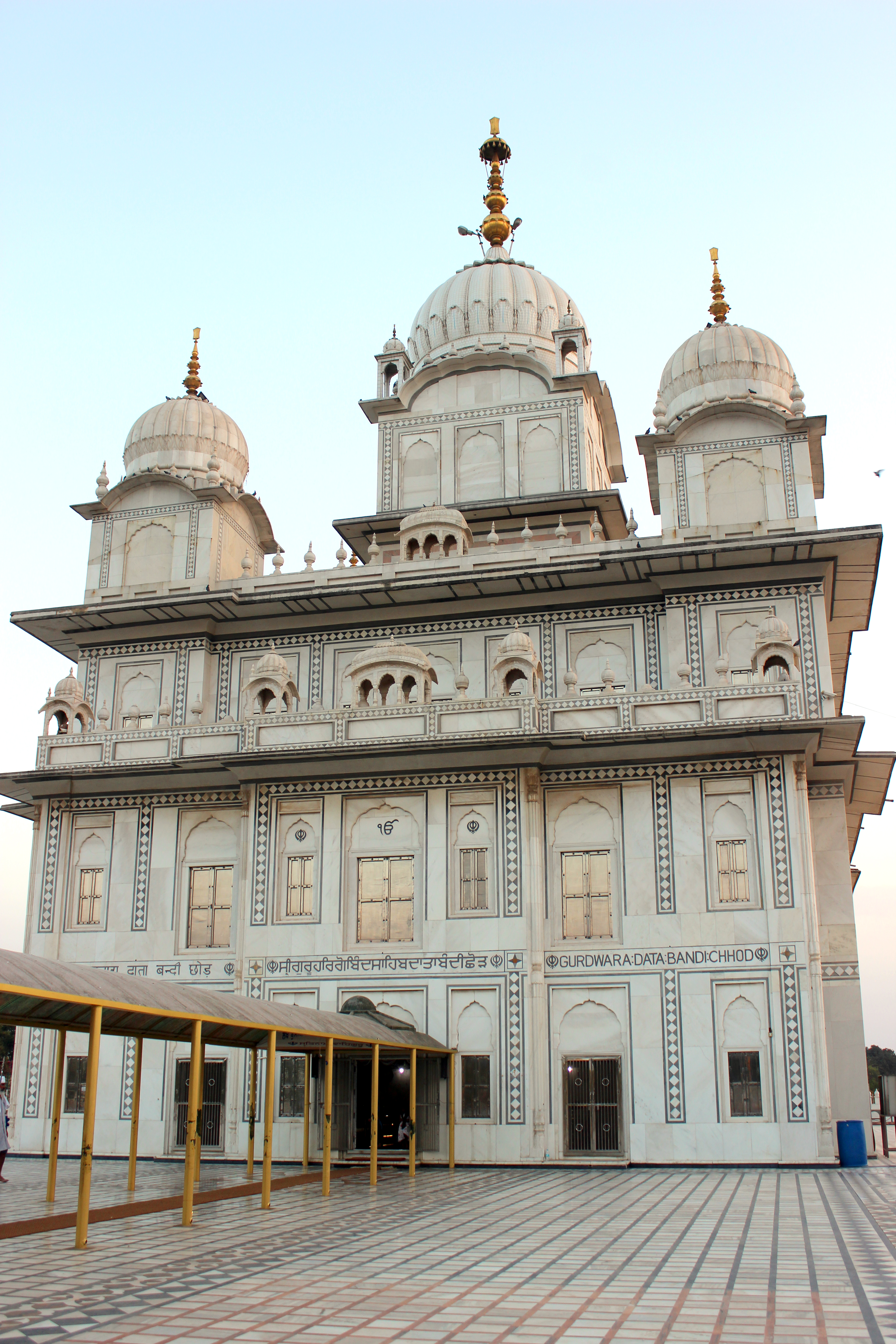
Gurudwara Shri Data Bandi Chhor Shahib en Fuerte Gwalior

El padre de Gurú Hargobind Sahib, Gurú Arjan Dev, estuvo arrestado bajo los órdenes del Emperador Mogul Jahangir y se le pidió convertirse al Islam. Su negativa condujo a su tortura y ejecución en 1606. Este acontecimiento es un momento definitivo en la historia de India y de los Sijs, así como el martirio de Gurú Arjan. Después de la ejecución, Gurú Hargobind fue el sucesor de su padre como el próximo Gurú de los Sijs.
Gurú Hargobind, el 24 de junio de 1606, a la edad de 11 años, era coronado como el sexto Gurú de los Sij. En su ceremonia de sucesión, se colocó sobre dos espadas: una para indicar su resolución a mantener la autoridad espiritual (piri) y la otra, su autoridad temporal (miri). Debido a la ejecución de Gurú Arjan por el Emperador Jahangir, Gurú Hargobind se opuso a la opresión del régimen Mogul. Aconsejó a los Sijs e Hindúes armarse y luchar. La muerte de su padre en las manos de Jahangir le incitó para enfatizar la dimensión militar de la comunidad Sij.
Existen versiones diferentes de cómo el Gurú fue encarcelado en el Fuerte Gwalior por Jahangir. Una versión sugiere que cuando Murtaja Khan, Nabab de Lahore, notó que el Gurú había construido el Sri Akal Takhat Sahib, 'El Trono del Todopoderoso', en Amritsar, y también fortalecía su ejército,  informó al Emperador Jahangir sobre éste. También, enfatizó que el Gurú Sij hacía preparaciones para tomar venganza por la tortura y el martirio de su padre. Cuándo Jahangir oyó acerca de esto envió de inmediato a Wazir Khan y Guncha Beg a Amritsar para arrestar a Gurú Hargobind.
Pero Wazir Khan, quién pasó a ser un admirador de Gurú Hargobind, más que arrestarle, pidió el Gurú que lo acompañase a Delhi diciéndole que el Emperador Jahangir quería conocerlo. El joven Gurú aceptó la invitación y habiendo llegado a Delhi, Jahangir lo encerró en el Fuerte Gwalior en 1609. Otra versión dice que Gurú Hargobind fue encarcelado bajo el pretexto de que el bien impuesto sobre Gurú Arjan no había sido pagado por los Sijs y Gurú Hargobind. No está claro cuánto tiempo estuvo como prisionero. El año de su liberación podría haber sido 1611 o 1612, cuándo Gurú Hargobind tenía aproximadamente 16 años de edad. Registros persas como el Dabistan i Mazahib sugieren que estuvo mantenido en prisión entre 1617 y 1619 en Gwalior, después de que él y su campamento estuvieron mantenidos bajo la vigilancia del ejército musulmán de Jahangir. Según se cuenta, Gurú Hargobind fue a Amritsar luego de su liberación, donde las personas celebraban el festival de Diwali. Este acontecimiento importante en la historia Sij es ahora denominado el Festival de Bandi Chhor Divas.